# Frangcyatma Alves
Frangcyatma Alves Ima Kefi (27 de janeiro de 1997) é um futebolista timorense que atua como avançado. Atualmente joga pelo FC DIT, equipa local.

## Carreira internacional
Frangcyatma Alves teve sua primeira oportunidade pela seleção principal em 29 de maio de 2016, num amistoso contra o Camboja, que terminou em derrota por 2 a 0.